# Сделай погромче
«Сделай погромче» (англ. Turn It Up) — американский фильм в жанре драма 2000 года, снятый режиссёром Робертом Адетуйи.

## Сюжет
Молодой рэппер Даймонд из Бруклина пытается стать известным. Его друг Гэйдж становится его менеджером. Но для того, чтобы записать демозапись им нужны деньги, которых у них нет. Из-за этого они решают торговать наркотиками для Мистера Би.
За несколько дней жизнь Даймонда меняется - сначала умирает мать, ушедший из семьи 12 лет назад отец решает восстановить отношения с сыном, а затем девушка рэппера сообщает ему о беременности.
В это время Гэйдж совершает ограбление и получает деньги, на которые можно записать целый альбом, но выясняется, что эти деньги принадлежат Мистеру Би, и он хочет получить их назад.

## В ролях
- Прас в роли даймонда
- Джа Рул в роли Дэвида «Гейджа» Уильямса
- Джейсон Стэтхэм в роли мистера Би
- Тамала Джонс в роли Киа
- Вонди Кертис-Холл в роли Клиффа
- Джон Ралстон в роли мистера Уайта
- Крис Мессина в роли База
- Юджин Кларк в роли Маршалла
- Фейт Эванс в роли Натали
- Чан Цзэн в роли мистера Чанга

## Оценки
На сайте Rotten Tomatoes рейтинг одобрения фильма составляет 8 %, основываясь на отзывах 38 критиков. Консенсус веб-сайта гласит: «Рецензенты говорят, что фильм имеет производное ощущение, проходящее через слишком много городских клише». На Metacritic фильм получил оценку 18 из 100, основанную на отзывах 16 критиков, что указывает на «подавляющую неприязнь». Зрители, опрошенные CineMedia, дали фильму оценку D − по шкале от A до F.